# Eparchia wileńska i litewska
Eparchia wileńska i litewska – eparchia Rosyjskiego Kościoła Prawosławnego obejmująca obszar dzisiejszej Litwy.

## Historia
Eparchia wileńska i litewska została powołana w 1839 w czasie synodu w Połocku, kiedy duchowni uniccy służący w Imperium Rosyjskim, z wyjątkiem diecezji chełmskiej, pod naciskiem władz carskich ogłosili wolę powrotu do prawosławia. Granice nowo powstałej eparchii obejmowały Wileńszczyznę i Grodzieńszczyznę, do 1845 siedzibą jej ordynariusza był monaster Zaśnięcia Matki Bożej w Żyrowiczach.

## Podział administracyjny

### Do I wojny światowej
Przed 1918 eparchia wileńska i litewska znajdowała się na terenie guberni wileńskiej i kowieńskiej i obejmowała dekanaty wileński miejski, wileński wiejski, trocki, szumski, wiłkomirski, kowieński, wiliejski, głubokski, wołożnicki, desniański, drujski, lidzki, mołodeczeński, miadelski, nowoaleksandrowski, szawelski, oszmiański, radoszkowicki, święciański oraz szczucziński.

### Okres międzywojenny
Po tzw. buncie Żeligowskiego i przyłączeniu Wileńszczyzny do Polski obszar eparchii został przecięty granicą państwową. Wszystkie dekanaty położone w dawnej guberni wileńskiej znalazły się w nowo powołanej eparchii lidzkiej Polskiego Autokefalicznego Kościoła Prawosławnego. Sprzeciwiający się autokefalii polskiej biskup wileński Eleuteriusz (Bogojawleński) został aresztowany, a następnie wydalony z granic Polski. W eparchii lidzkiej (potem wileńskiej) znalazły się dekanaty wileński, wileńsko-trocki, brasławski, wilejski, desniański, mołodeczeński, oszmiański, postawski, wołożyński, lidzki, stołpecki i szczuciński. Na ich terenie działały 173 parafie.
Pozostały obszar eparchii działał nadal w dotychczasowej strukturze, obejmując ponad 22 tys. wiernych, głównie narodowości rosyjskiej.

### W ZSRR
Po włączeniu Litwy do ZSRR doszło do unifikacji eparchii litewskiej. W 1947 władze radzieckie pozwoliły na działanie 60 cerkwi (44 parafialne) oraz pracę duszpasterską 48 kapłanów, nakazały jednak zamknąć seminarium duchowne w Wilnie. Nadal istniały dwa monastery – męski i żeński w Wilnie. Polityka władz wobec prawosławia na terenie Litewskiej Republiki Radzieckiej była niejednoznaczna – z jednej strony w 1956 patriarchat moskiewski otrzymał zezwolenie na finansowe wsparcie remontów wielu cerkwi, natomiast w 1989 Rada Ministrów Litewskiej SRR nieoczekiwanie zażądała zamknięcia żeńskiego monasteru św. Marii Magdaleny w Wilnie, jedynej takiej instytucji w eparchii, zaś wcześniej, w latach 60., zamknięto kilka cerkwi.
Prawosławne duchowieństwo popierało litewski ruch niepodległościowy w ostatnich latach istnienia ZSRR.

### Po 1990
W 1990 Sejm litewski przegłosował uchwałę o zwrocie prawosławnym odebranych obiektów sakralnych, dzięki czemu odzyskali oni kilkanaście obiektów na terenie eparchii, np. cerkwie św. Aleksandra Newskiego i Piatnicką w Wilnie. Obecnym metropolitą wileńskim i litewskim jest Innocenty (Wasiliew). W skład eparchii wchodzi pięć dekanatów: wileński miejski, wileński okręgowy, kowieński, kłajpedzki oraz wisagiński. W 2005 działało 50 parafii oraz dwa monastery – żeński monaster św. Marii Magdaleny w Wilnie oraz męski monaster Świętego Ducha w Wilnie, którego zwierzchnikiem jest każdorazowo metropolita wileński i litewski.

## Zwierzchnicy

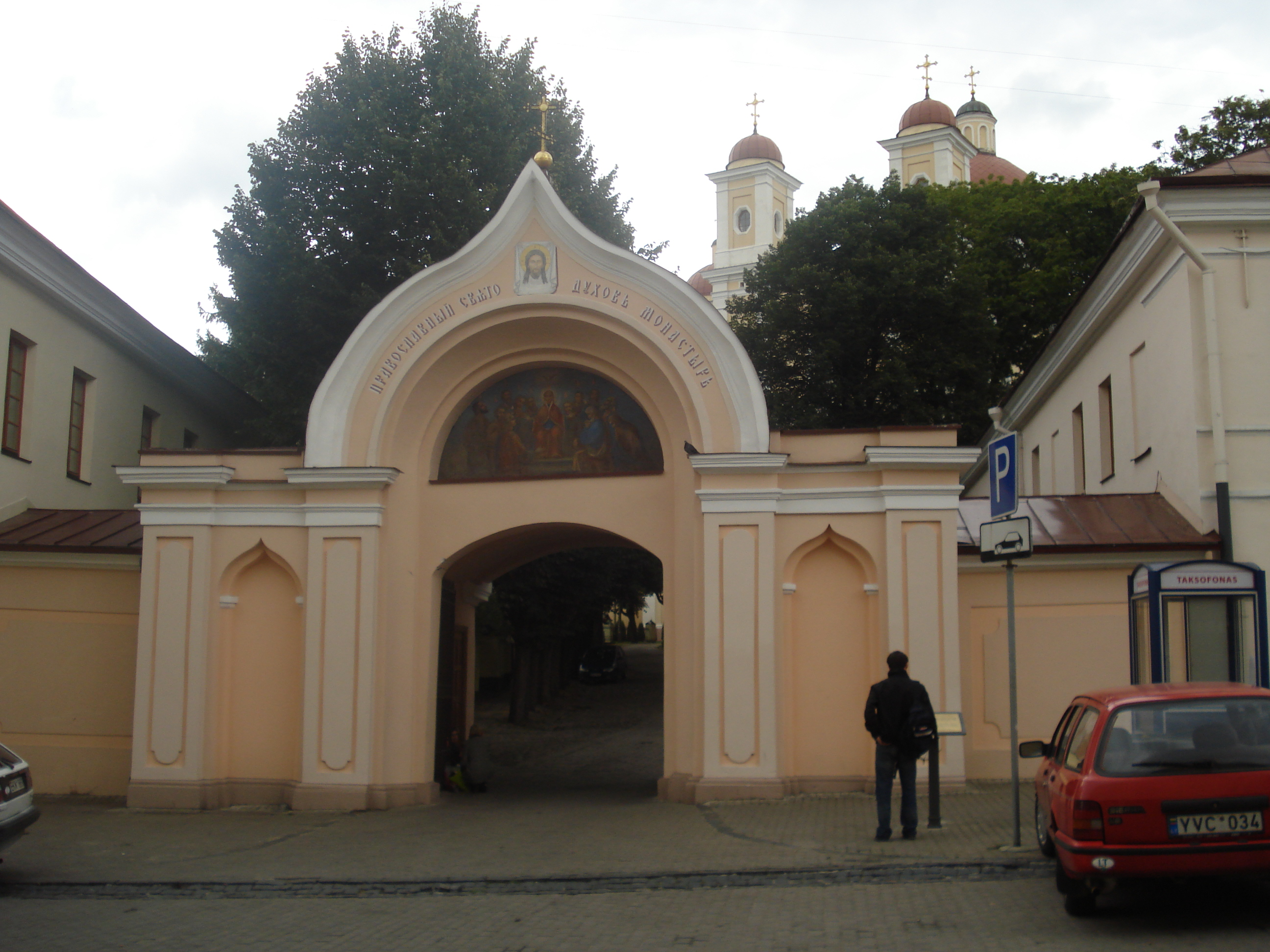
Brama wiodąca na teren cerkwi i monasteru Świętego Ducha w Wilnie, jedynego męskiego klasztoru w eparchii

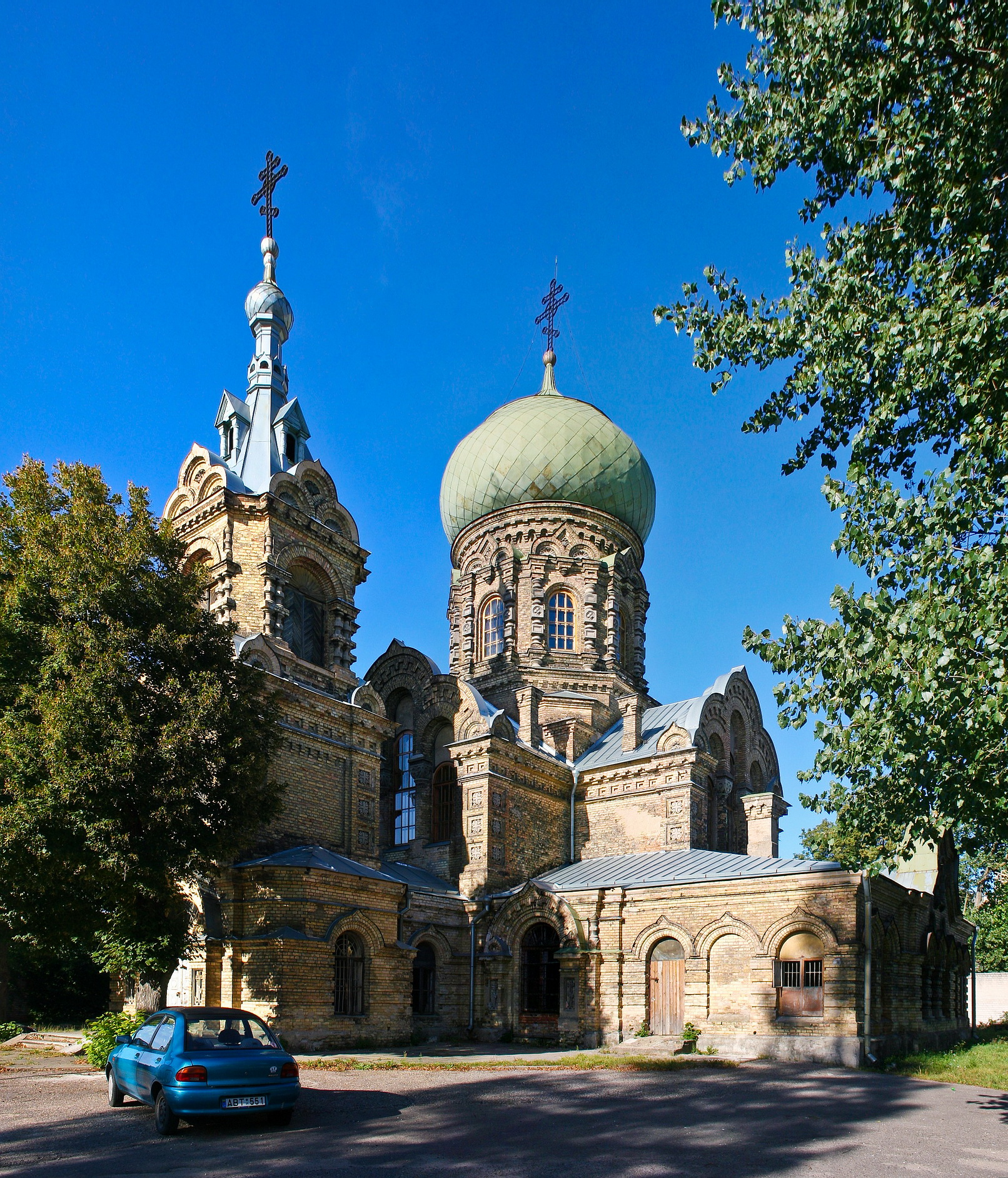
Cerkiew św. Aleksandra Newskiego w Wilnie, służąca żeńskiemu monasterowi św. Marii Magdaleny

- metropolita Józef (Siemaszko) (1839–1868)
- arcybiskup Makary (Bułgakow) (1868–1879)
- arcybiskup Aleksander (Dobrynin) (1879–1885)
- arcybiskup Aleksy (Ławrow-Płatonow) (1885–1890)
- arcybiskup Donat (Babinski-Sokołow) (1890–1894)
- arcybiskup Hieronim (Ekziemplarski) (1894–1898)
- arcybiskup Juwenaliusz (Połowcew) (1898–1904)
- arcybiskup Nikander (Mołczanow) (1904–1910)
- metropolita Agatangel (Prieobrażenski) (1910–1913)
- metropolita Tichon (Biełławin) (1913–1917)
- metropolita Eleuteriusz (Bogojawleński) (1917–1923, do 1921 zarządzający tymczasowo, ponownie do 1940)
- arcybiskup Teodozjusz (Fieodosijew) (1923–1939)[8]
- metropolita Eleuteriusz (Bogojawleński) (1939–1940)
- metropolita Sergiusz (Woskriesienski) (1941–1944)
- metropolita Korneliusz (Popow) (1945–1948)
- arcybiskup Focjusz (Topiro) (1948–1951)
- arcybiskup Aleksy (Diechtieriow) (1956–1959)
- arcybiskup Roman (Tang) (1959–1963)
- arcybiskup Antoni (Warżanski) (1963–1971)
- arcybiskup Hermogen (Oriechow) (1971)
- biskup Anatol (Kuzniecow) (1972–1974)
- arcybiskup German (Timofiejew) (1974–1978)
- arcybiskup Wiktoryn (Bielajew) (1978–1989)
- biskup Antoni (Czeremisow) (1989)
- metropolita Chryzostom (Martiszkin) (1990–2010)
- metropolita Innocenty (Wasiljew) (od 2010; do 2016 arcybiskup)